# Nieuwe Republiek
Vrijheid, zwana także Nieuwe Republik była jednym z państw burskich w Afryce. Utworzono ją w 5 sierpnia 1884 na ziemiach, które król Zulusów, Dinuzulu, przyznał Burom w podzięce za poparcie podczas walki o tron. Istniało od 1884 do 20 lipca 1888. Stolicą było Vrijheid. Premierem w latach 1884–1888 był Daniel Johannes Esselen.